# Marguerite Dizy
Marguerite Dizy, döpt i Trois-Rivières 11 februari 1663, död efter 11 april 1730, var en fransk kolonist. Hon levde med sin make i Batiscan och hade under många år ett förhållande med sin älskare François Desjordy. Deras relation var en skandal som ledde till att de år 1694 bannlystes av kolonins präster och har gjort dem kända i historien. Dizy var enligt offentliga dokument från 1730 aktiv som kirurg, ett mycket ovanligt yrke för en kvinna vid denna tid.

## Biografi
Marguerite Dizy var dotter till Pierre Dizy dit Montplaisir och Marie Drouillet. Hon gifte sig 1677 med pälshandlaren Jean Desbrieux, som ägde en gård i Batiscan.
År 1694 fördömde prästerna i Batiscan och Champlain henne och hennes älskare officeren François Desjordy de Cabanac för att de i flera år levt öppet tillsammans i hennes makes frånvaro, och förvisade dem från kyrkan på order av biskopen. Det var dock inte en formell exkommunikation, vilket ofta har påståtts. Hon sände därför inte en protest till Conseil Souverain för att protestera och begära att biskopens förbud återkallades. Det hela ledde till en konflikt mellan kyrkliga och sekulära myndigheter, men utmynnade i att ärendet lades vilande.
Marguerite Dizy blev änka 1699, men fortsatte sin fejd med kyrkan i Batiscan till i varje fall 1704. Hon var verksam som kirurg, då hon år 1730 signerade ett certifikat som kirurg i ett rättsfall där hon kallades in som expert. Hon är känd i historien för sin legendariska olagliga kärlekshistoria och sin konflikt med kyrkan.